# Marxa Radetzky
La Marxa Radetzky és una composició orquestral de Johann Strauss (pare), escrita l'any 1848. Va ser composta en honor del mariscal de camp austríac comte Joseph Radetzky, que en una sèrie de victòries, va salvar el poder militar d'Àustria al nord d'Itàlia durant la revolució de 1848-49.
La marxa va aconseguir gran popularitat com a expressió del nacionalisme austríac. Però quan després d'un temps Radetzky va prendre part a la repressió del moviment revolucionari a Àustria, la marxa va arribar a ser considerada com un símbol reaccionari.
Actualment, la Marxa Radetzky deu la seva popularitat a què és la peça que clou el Concert d'Any Nou de la Filharmònica de Viena. Durant aquesta última obra, l'audiència aplaudeix al compàs i el director torna per dirigir el públic en lloc de fer-ho a l'orquestra.
Com a dada anecdòtica, a la pel·lícula El Coronel Redl, del director hongarès István Szabó, s'escolta aquesta marxa en els crèdits inicials i finals, clara referència a l'exèrcit austrohongarès, institució a la qual va pertànyer Alfred Redl. Aquesta obra va donar títol igualment a la novel·la de Joseph Roth, La Marxa Radetzky, sobre el declivi de l'Imperi Austrohongarès.